# Seznam zápasů bulharské fotbalové reprezentace na Mistrovství Evropy
Bulharská fotbalová reprezentace byla celkem 2x na mistrovstvích Evropy ve fotbale a to v letech 1996, 2004.
- Aktualizace po ME 2004 - Počet utkání - 6 - Vítězství - 1x - Remízy - 1x - Prohry - 4x

| Číslo | Soupeř    | Výsledek | ME      | Fáze turnaje       | Góly Bulharska             |
| ----- | --------- | -------- | ------- | ------------------ | -------------------------- |
| 1.    | Španělsko | 1 – 1    | ME 1996 | základní skupina B | Christo Stoičkov (penalta) |
| 2.    | Rumunsko  | 1 – 0    | ME 1996 | základní skupina B | Christo Stoičkov           |
| 3.    | Francie   | 1 – 3    | ME 1996 | základní skupina B | Christo Stoičkov           |
| 4.    | Švédsko   | 0 – 5    | ME 2004 | základní skupina C | Ne                         |
| 5.    | Dánsko    | 0 – 2    | ME 2004 | základní skupina C | Ne                         |
| 6.    | Itálie    | 1 – 2    | ME 2004 | základní skupina C | Martin Petrov              |